# Alfredo Poviña
Alfredo Poviña (* 18. März 1904 in San Miguel de Tucumán; † 1986) war ein argentinischer Soziologe und zählt zu den ersten lateinamerikanischen Soziologen überhaupt.
Poviña verfasste 1930 seine Doktorarbeit Sociología de la Revolución (Soziologie der Revolution) an der Universidad Nacional de Córdoba. Er war Mitbegründer und erster Präsident der Asociación Latinoamericana de Sociología.

## Schriften
- Historia de la sociología latinoamerica (1941)
- Curso de Sociología (1945)
- Sociología del folklore (1945)
- Cuestiones de Sociología Ontológica (1949).
- Sociología del deporte y del fútbol (1957)
- Nueva historia de la sociología latinoamericana (1959)
- Diccionario de sociologia a través de los sociologos (1976)
- Tratado de Sociología (1977)